# Didier Astruc
Pour les articles homonymes, voir Astruc.
Didier Astruc (né le 9 juin 1946 à Versailles) est un chimiste français.

## Biographie
Didier Astruc a effectué ses études de chimie à l'université de Rennes. Élève en thèse du professeur René Dabard, il est allé faire son stage post-doctoral chez le professeur Richard R. Schrock (prix Nobel 2005) au Massachusetts Institute of Technology à Cambridge au Massachusetts (États-Unis) et une année sabbatique chez le professeur K. Peter C. Vollhardt à l'université de Californie à Berkeley.
Maître de recherche à l'université de Rennes I (1980-1982), puis professeur à l'université Bordeaux 1 depuis 1983, il est connu pour ses travaux sur les complexes réservoirs d’électrons et batteries moléculaires dendritiques, ses recherches en catalyse (métathèse, couplage C-C, catalyse dans l’eau) à l’aide de nanoréacteurs, et en reconnaissance moléculaire avec les nanoparticules d’or dendritiques.
Avec son groupe, ses recherches récentes et actuelles portent sur la production verte d'hydrogène,,, l'utilisation de CO2 pour la formation de liaisons C-C, y compris à des fins synthétiques, et l'utisation de macromolecules contenant le ferrocène pour les batteries moléculaires,, et la délivrance de médicaments,,.
Il est l’auteur de trois livres, de publications scientifiques et rédacteur de six ouvrages. Il a été membre du comité national du CNRS de 2000 à 2008 et président de la division de coordination de la Société française de chimie de 2000 à 2004. Didier Astruc est sur la liste Thompson-Reuters des 100 chimistes ayant le meilleur impact de publications parues entre 2000 et 2010 et sur les listes Thomsom-Reuters 2015 et 2016 des scientifiques les plus cités  et 2017 à 2023 (Clarivate Analytics) des scientifiques les plus cités.

## Prix et distinctions

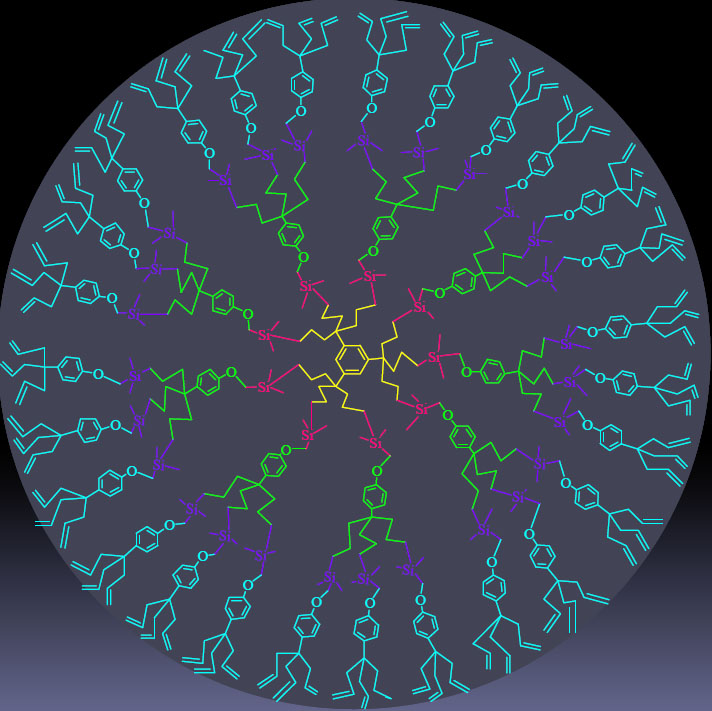
Dendrimère avec 81 branches allyles,,,.

- Prix de la Division de chimie de coordination de la Société chimique de France (1981)
- Prix franco-allemand Gay Lussac-Alexander von Humboldt (1989)
- Membre senior de l'Institut universitaire de France (1995-2005)
- Prix Iberdrola (1995)
- Grand prix Achille-Le-Bel de la Société chimique de France (2001)
- Membre de la Royal Society of Chemistry (2005)
- Membre de l'Académie allemande des sciences Leopoldina (2006)
- Membre de l'Academia Europaea (2006)
- Membre de l'Académie des sciences européenne (European Academy of Sciences) (2007)
- Professeur Carl Friedrich Gauss de l’université de Göttingen (2008)
- Médaille d’or de la Société chimique italienne et lauréat du prix des sociétés chimiques française et italienne (2009)
- Membre de l'Académie européenne des sciences et des arts (2010)
- Membre du comité national de l'UNESCO (2012)
- Membre distingué de la Société française de chimie (2015)
- Prix de la division Enseignement de la Société chimique de France (2016)
- Fellow de ChemPubSoc Europe (2018)
- Membre de l'Académie des Sciences - Section de chimie[27] (2019)
- Prix de la Société Chimique de Chine-SCF (2023)